# Hans Leinberger
Hans Leinberger ou Lemberger, né vers 1470-1480 et mort en 1531 ou un peu plus tard, est un sculpteur allemand, actif  en Bavière de 1505 à 1530. Il s'inscrit dans la transition entre le gothique tardif et la Renaissance en Bavière et au nord de l’Autriche que l’on a appelée l'École du Danube. Leinberger a sculpté le bois, le métal et la pierre.

## Biographie

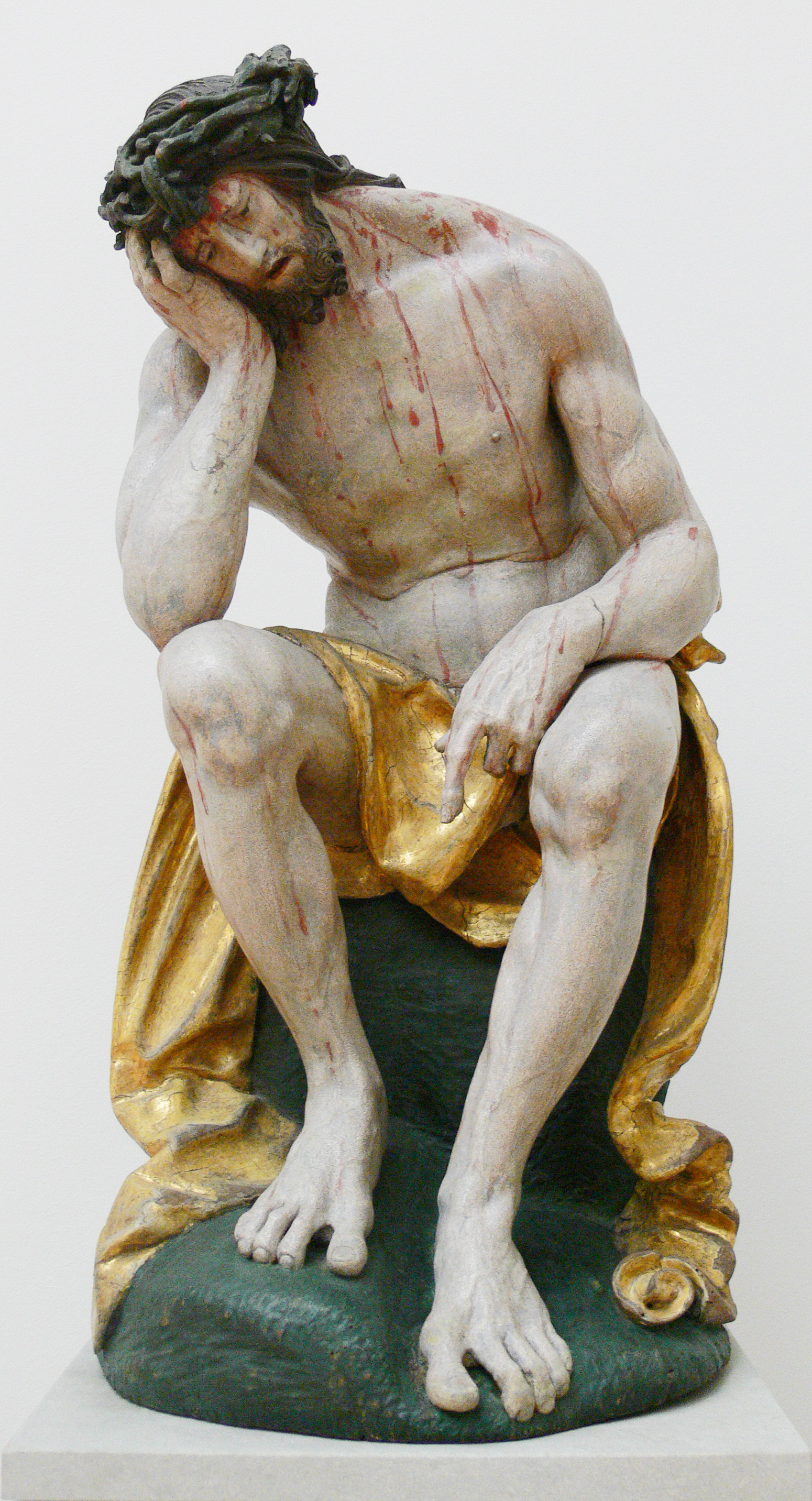
Christ de pitié, vers 1525

Son lieu de naissance n'est pas documenté. Les caractéristiques stylistiques de ses œuvres dénotent une formation ou un séjour à Nuremberg ou à Augsbourg dans les années 1480 à 1490. Un sculpteur Simon Lainberger est mentionné à Nuremberg, et pourrait être de sa famille. Si l'on accepte comme année de naissance la date de 1470, il pourrait être identifié avec un Johannes Laimberger, originaire d'Augsbourg et inscrit à l'université d'Ingolstadt en 1487. 
Hans Leinberger est mentionné en tant que sculpteur pour la première fois vers 1510, sous le nom de « Maister Hanns pildschnitzer », quand il s'installe à Landshut ; il est alors en possession de tout son art. Il est possible qu'il soit le frère aîné ou le père du peintre et graveur Georg Lemberger de Landshut.
Très peu de documents sont conservés sur son œuvre artistique ; la plupart concernent son œuvre principale, le retable du maître-autel de la collégiale de Moosburg Sankt Kastulus, qui a été offert à titre posthume par le duc Albert IV de Bavière et le prévôt Theoderich Maier. D'autres mentions font référence à des œuvres exécutées pour l'empereur Maximilien Ier, pour Ratisbonne, Dingolfing et Polling. L'emplacement exact de l'atelier de Leinberger lors de ses dernières années de création est inconnu.
À partir de 1516, Leinberger travaille pour le duc Louis X de Bavière qui réside à Landshut en tant que co-régent du duc Guillaume IV de Bavière. Les paiements effectués à son ordre en 1529-1530 indiquent qu'il a une position comparable à celle d'un artiste de cour.
Hans Leinberger a été identifié en 1913 comme étant le monogrammiste H. L. par Max Lossnitzer, mais Theodor Demmler a démontré en 1914 qu'il n'y avait pas de rapport artistique entre Leinberger et le graveur signant "H. L.", actif dans le Rhin supérieur à Breisach.

## Œuvres

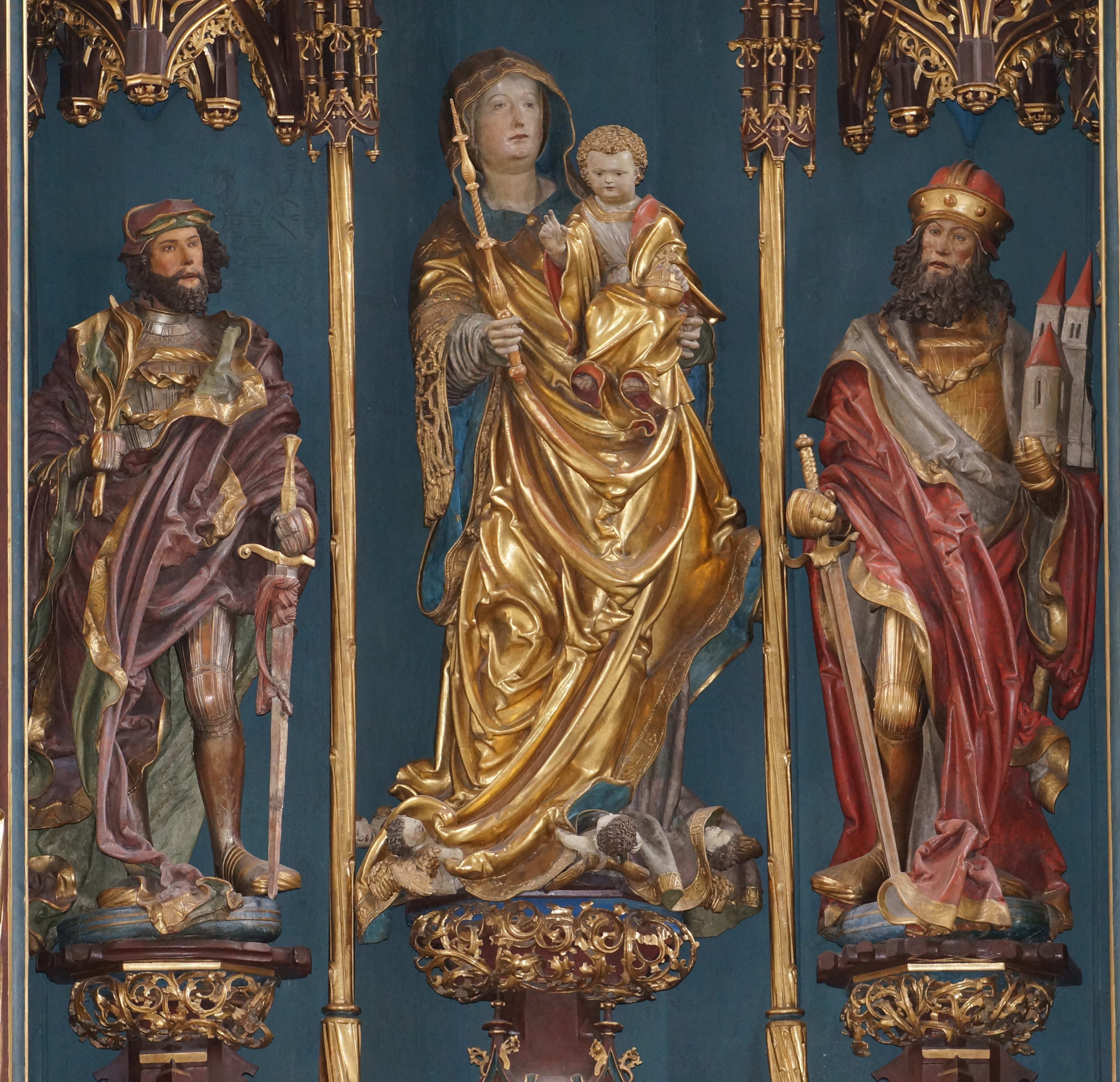
Figures centrales du retable, Moosburg, église Sankt-Kastulus

La renommée de Leinberger est liée à son chef-d'œuvre, le retable sculpté du maître autel achevé en 1514 pour le monastère Sankt-Kastulus  à Moosburg, le plus grand conservé en Bavière. Il comporte au centre une statue de la Vierge à l'Enfant entre saint Castulus tenant son épée de martyr et l'empereur Henri II, un saint populaire en Bavière ; saint Jean Baptiste et saint Jean l'Évangéliste sont placés de part et d'autre du groupe ; au-dessus, figure un Christ en croix entouré en contrebas de la Vierge, de Jean l'Évangéliste, de saint Corbinien et de saint Sigismond. Pour la Vierge, Leinberger transpose sous une forme tridimensionnelle la figure de la Vierge à l'Enfant, que la tradition picturale attribue à l'évangéliste Luc,. Les ailes latérales représentent en bas-relief des scènes de la vie de saint Castulus. Sur la prédelle qui abritait les reliques de saint Castulus, Hans Wertinger a peint à partir de 1516 les chanoines de l'église et les ducs de Bavière donateurs de l'autel.
L'autel a été largement modifié à l'époque baroque, en 1782, par le sculpteur de Landshut Christian Jorhan l'ancien ; en 1862, les personnages ont été peints dans le style nazarééen, leurs vêtements rehaussés d'or. Une restauration entre 1937 et 1939 a atténué en partie les couleurs et a enlevé les ornements. Les quatre panneaux des ailes latérales ont été déposés dès 1782 ; ils ont été placés, lors d'une opération de restauration en 2011, sur le mur à gauche et à droite de l'autel. 

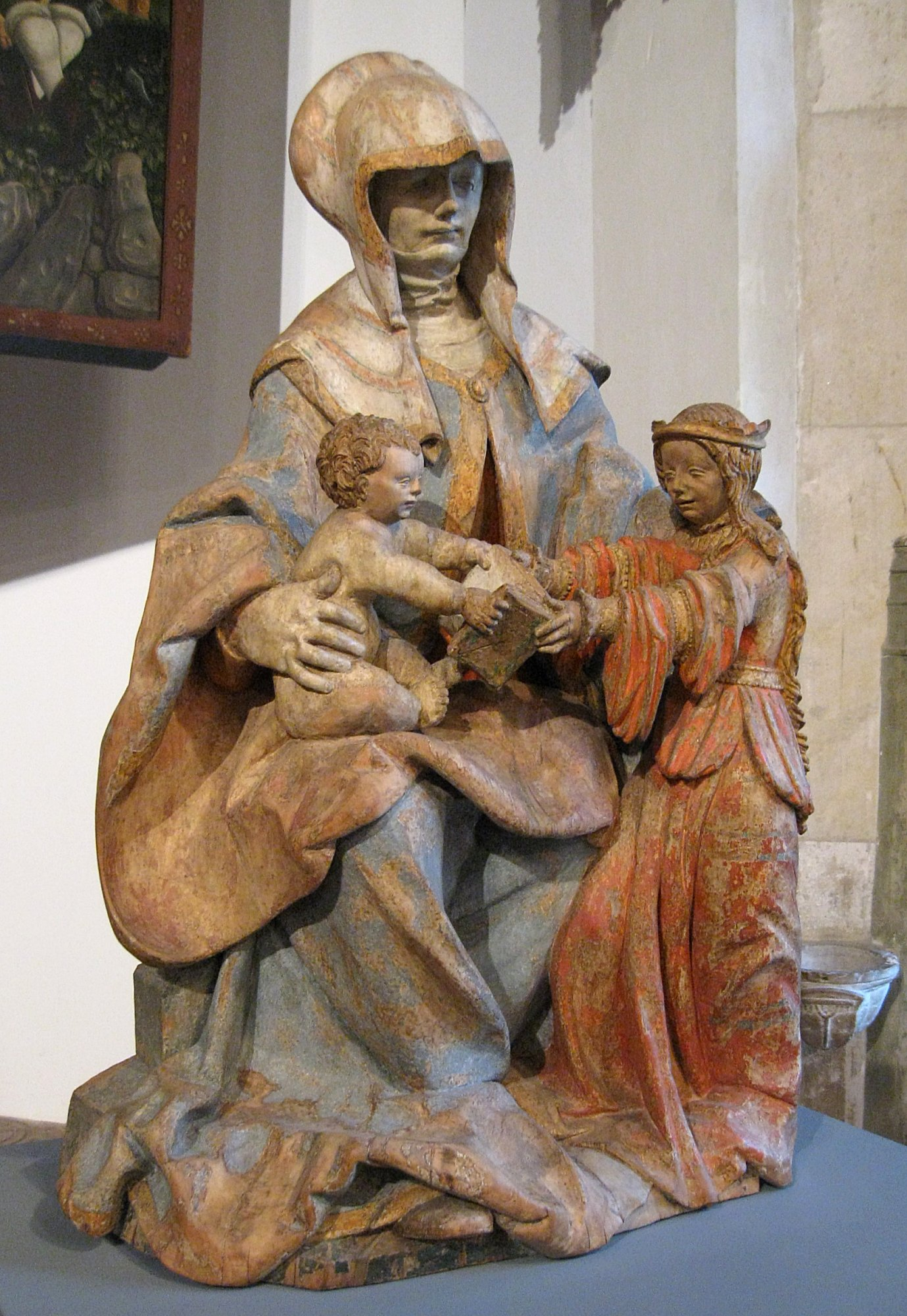
Sainte Anne trinitaire, vers 1510, Munich, Musée national bavarois

La sculpture de Sainte Anne trinitaire pour l'église du monastère de Gnadenthal à Ingolstadt est datée de 1513. Le sculpteur reçoit à cette époque un grand nombre de commandes. Il réalise la statue en bronze du comte Albrecht IV de Habsburg pour la tombe de l'empereur Maximilien dans la Hofkirche d'Innsbruck en 1514 - sur un dessin fourni par Albrecht Dürer. Avec la Vierge au Rosaire pour l'église Saint-Martin à Landshut (vers 1516-1518 ?) et le saint Josse pour la deuxième église paroissiale de la ville (vers 1525), Leinberger est à l'apogée de son art vers 1530. Le Christ de pitié vers 1525 et la Vierge à l'Enfant de l'église de l'abbaye de Polling en 1526 sont les dernières œuvres documentées du sculpteur. 

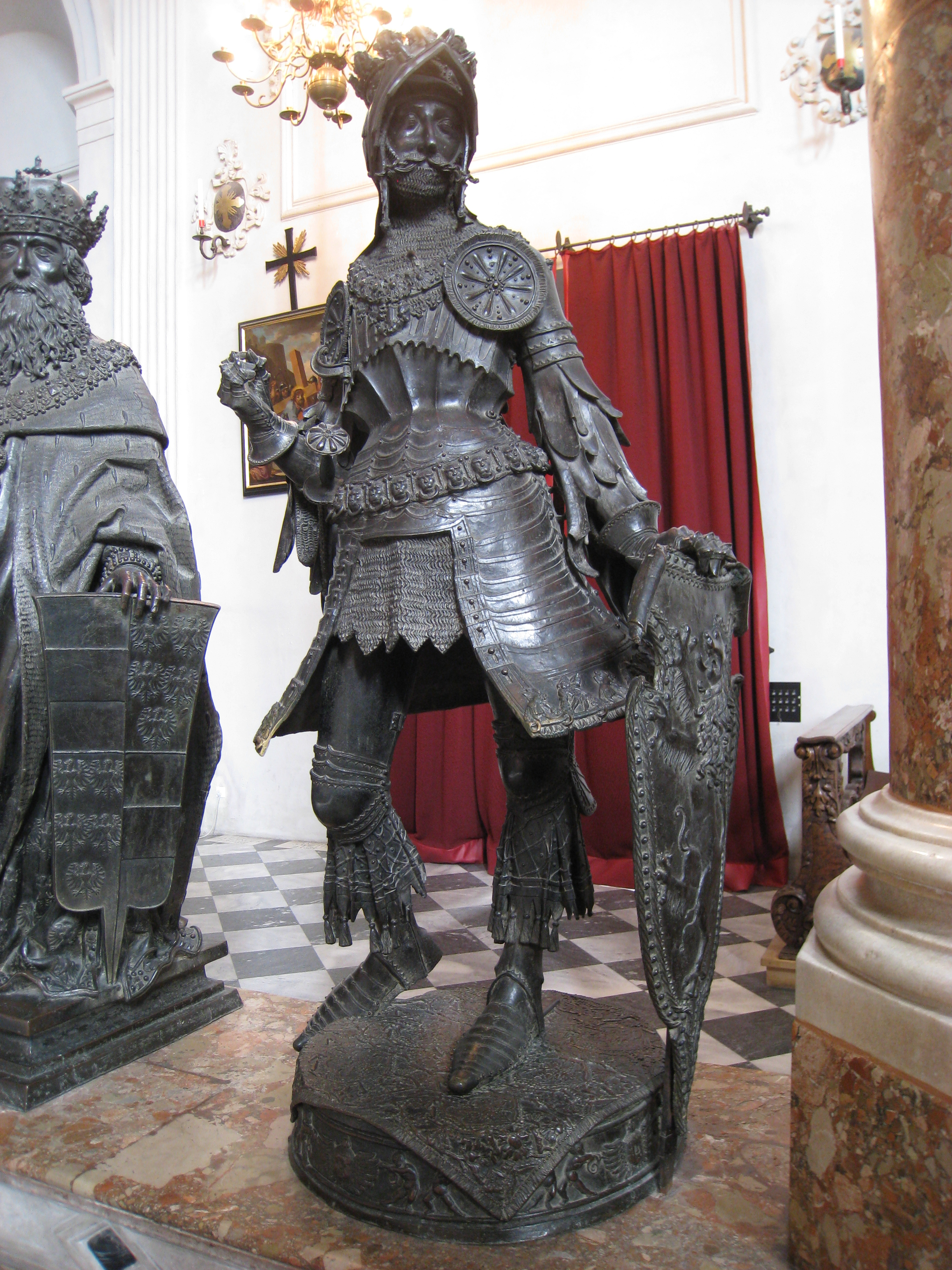
Albrecht IV de Habsburg, bronze

### Sculptures en collection publique
- Sainte Anne trinitaire, bois (tilleul), vers 1510, Munich, Musée national bavarois.
- Vierge à l'Enfant, bois (tilleul polychrome), vers 1515, Munich, Musée national bavarois.
- Descente de croix, bas relief, bois (poirier), vers 1515, Berlin, Staatliche Museen[11]. Ce panneau sculpté s'inspire de l'une des gravures d'Albrecht Altdorfer gravée en 1513 pour le cycle La Chute et la rédemption de l'humanité[12].
- Crucifixion, bas relief, bois (poirier), 1516, Munich, Musée national bavarois.
- Lamentation sur le Christ mort, bas relief, bois (poirier), vers 1516, Berlin, Staatliche Museen[11].
- Squelette dansant (Memento mori)[n 1], bois (poirier), avant 1519, Innsbruck, château d'Ambras[13],[14].
- Sainte Marie Madeleine, Munich, Musée national bavarois.
- Vierge à l'Enfant, bronze[n 2], vers 1516-1520, Berlin, Staatliche Museen[15].
- Saint Josse, bois (tilleul), vers 1525, Munich, Musée national bavarois.
- Christ de pitié, vers 1525, Berlin, Bode-Museum.
- Saint Etienne, bois (tilleul), 1525-1530, New York, Metropolitan Museum of Art[16].
- Christ en croix, bois (tilleul), 1525-1530, Cleveland, Museum of Art[17].

Une Sainte Anne trinitaire en bois (tilleul polychrome), datée de 1510-1520, attribuée à l'entourage de Leinberger, est conservée à Paris au musée de Cluny.

### Sculptures dans des édifices religieux
- Retable du maître-autel, 1511-1514, Moosburg, église paroissiale (ancienne église du monastère Sankt-Kastulus).
- Sainte Anne trinitaire, bois polychrome, 1513, Ingolstatdt, église Sankt-Johann du monastère de Gnadenthal[19].
- Albrecht IV de Habsbourg, statue pour la tombe de l'empereur Maximilien Ier, bronze, 1514, Innsbruck, Hofkirche.
- Vierge au rosaire, vers 1520, Landshut, Église Saint-Martin[20].
- Crucifix, vers 1520-1525, Erding, église Saint-Jean (chœur).
- Saint Christophe, bois (tilleul et saule) polychrome, vers 1520-1525, Munich, Frauenkirche[21].
- Vierge à l'Enfant sur un croissant de lune, Bressanone, cathédrale.
- Vierge à l'Enfant, bois, 1526, Polling, église de l'abbaye.

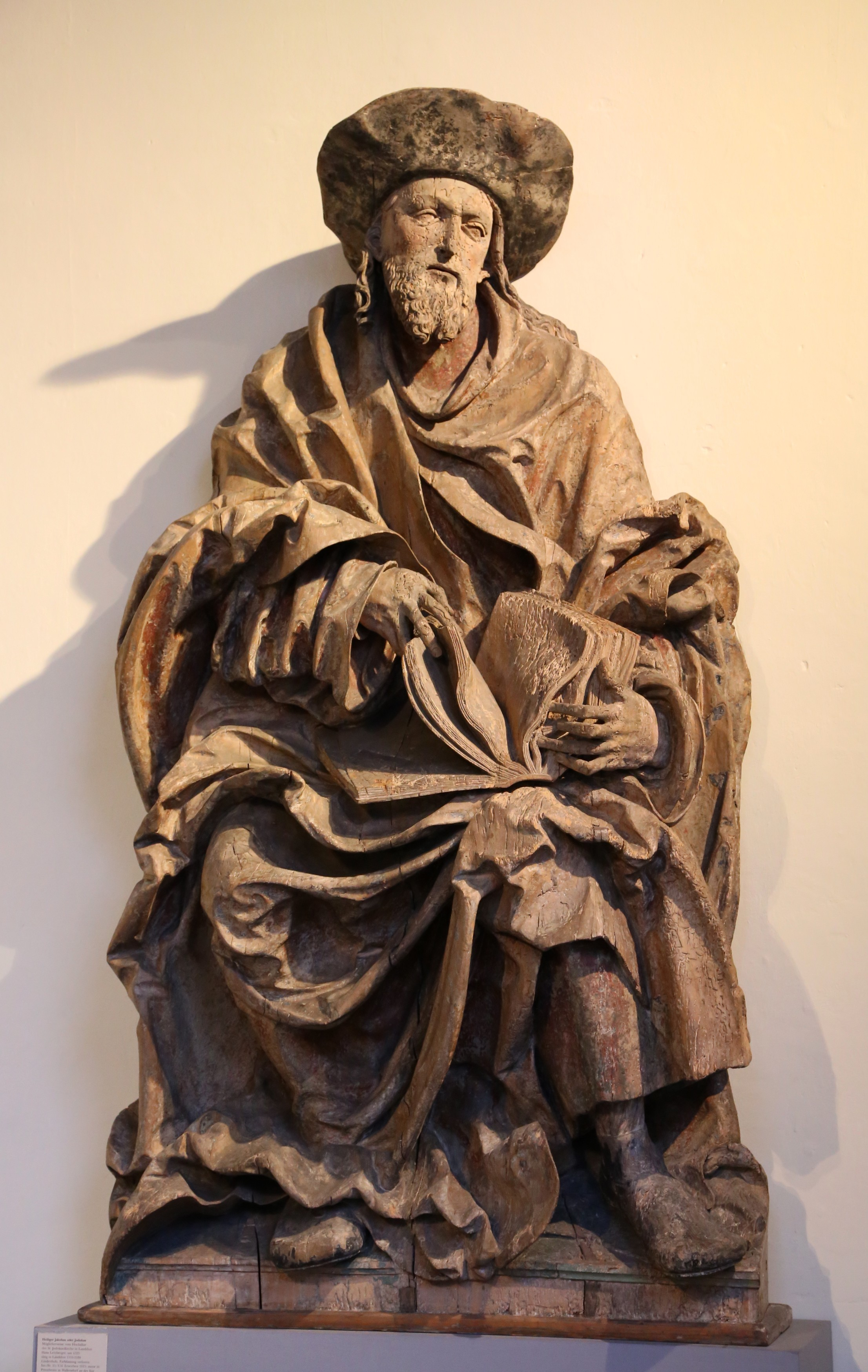
Saint Josse, tilleul, vers 1525.
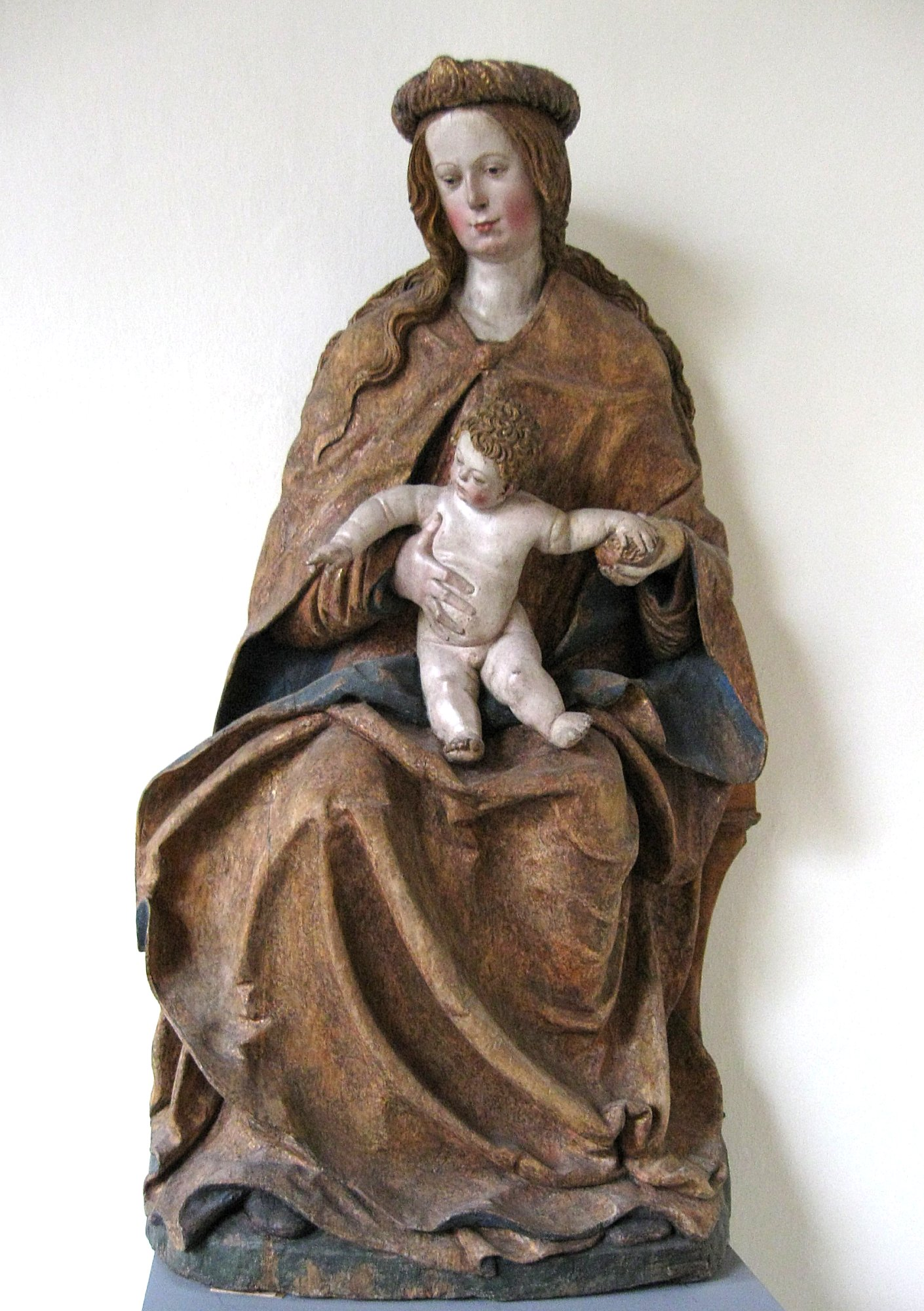
Vierge à l'Enfant, tilleul polychrome, vers 1515.
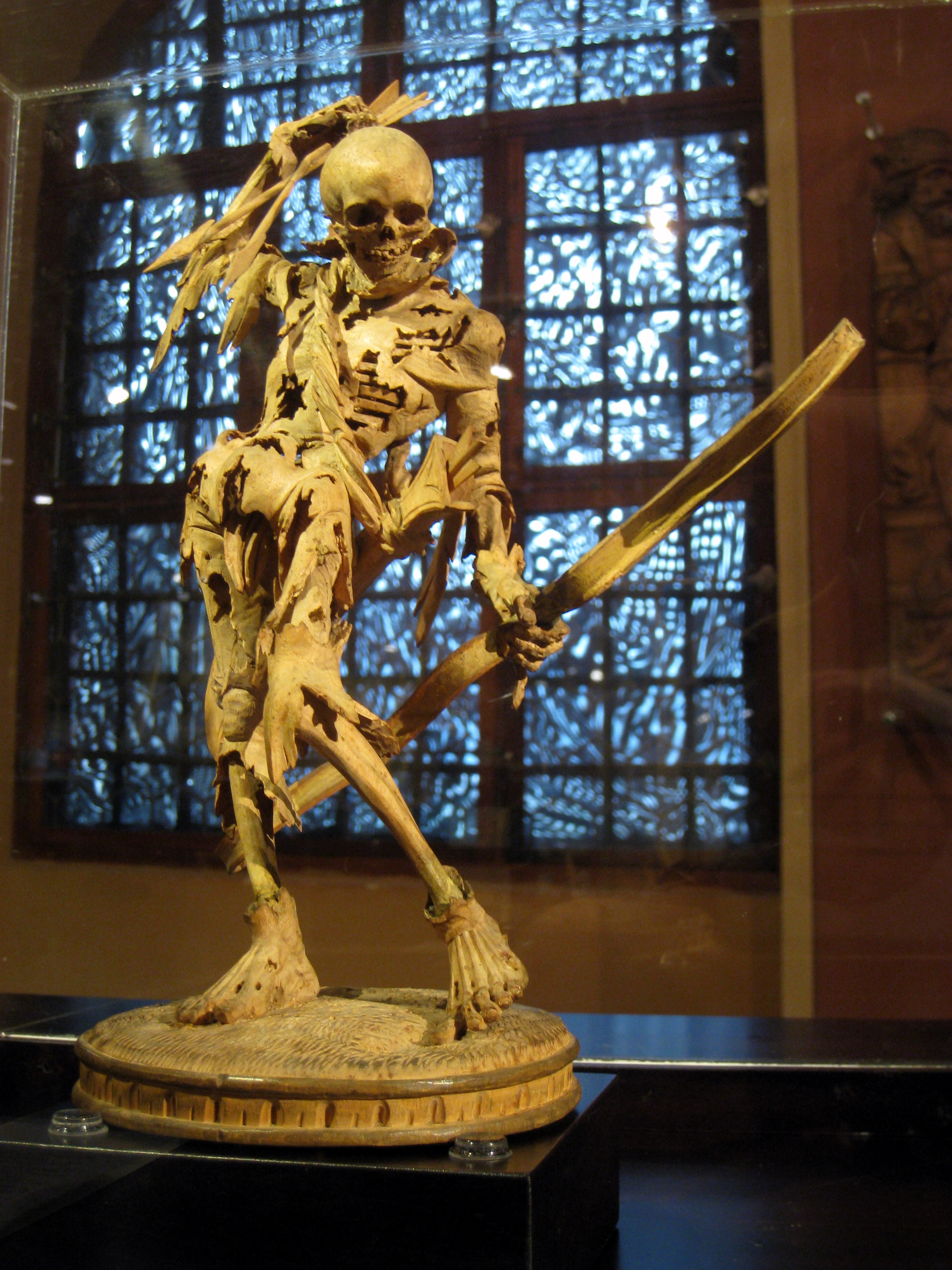
Squelette dansant, château d'Ambras, Autriche.
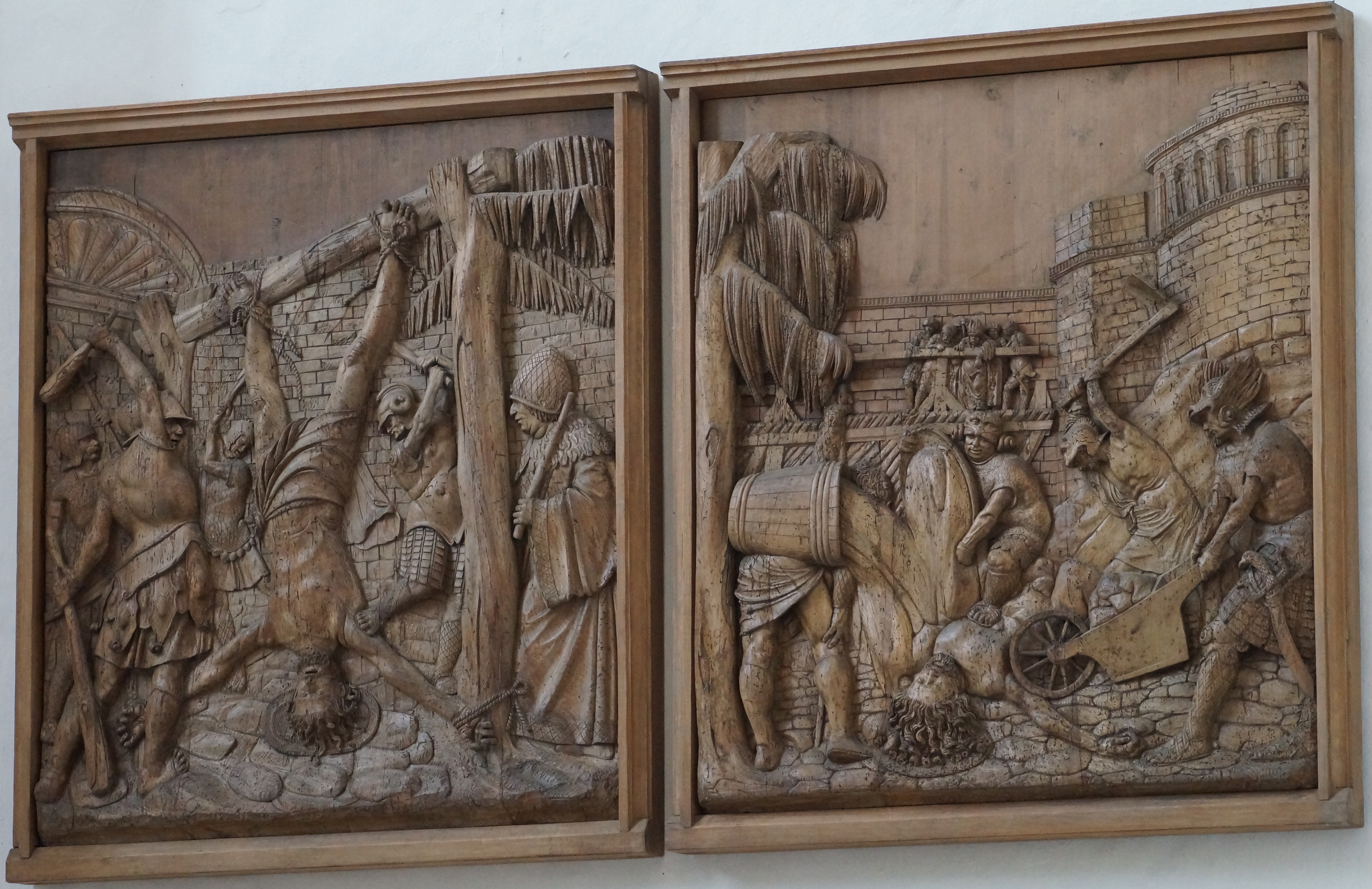
Martyre de saint Castulus (aile latérale du retable), Moosburg, Monastère Sankt-Kastulus.
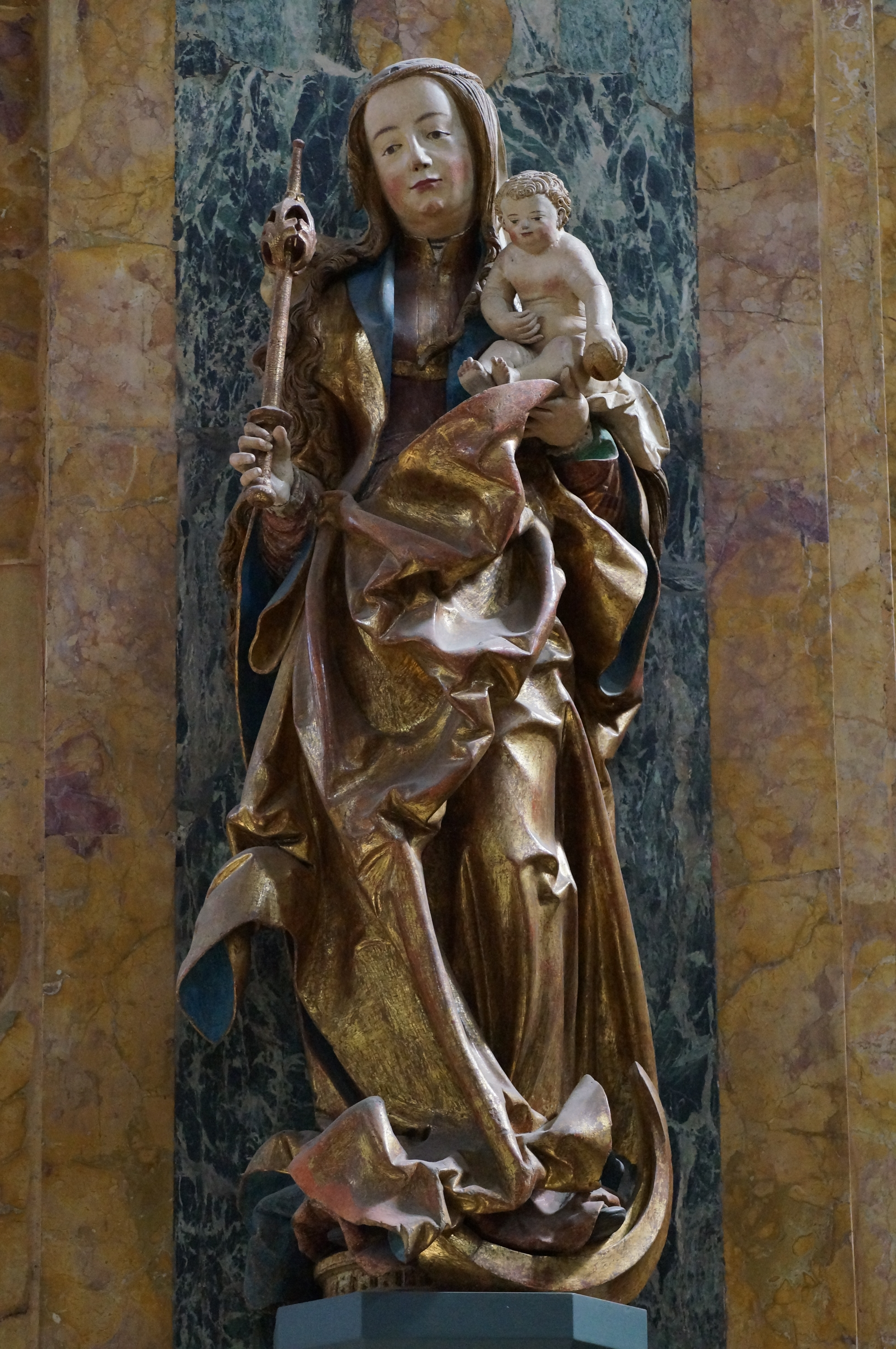
Vierge à l'Enfant, Bressanone, cathédrale.
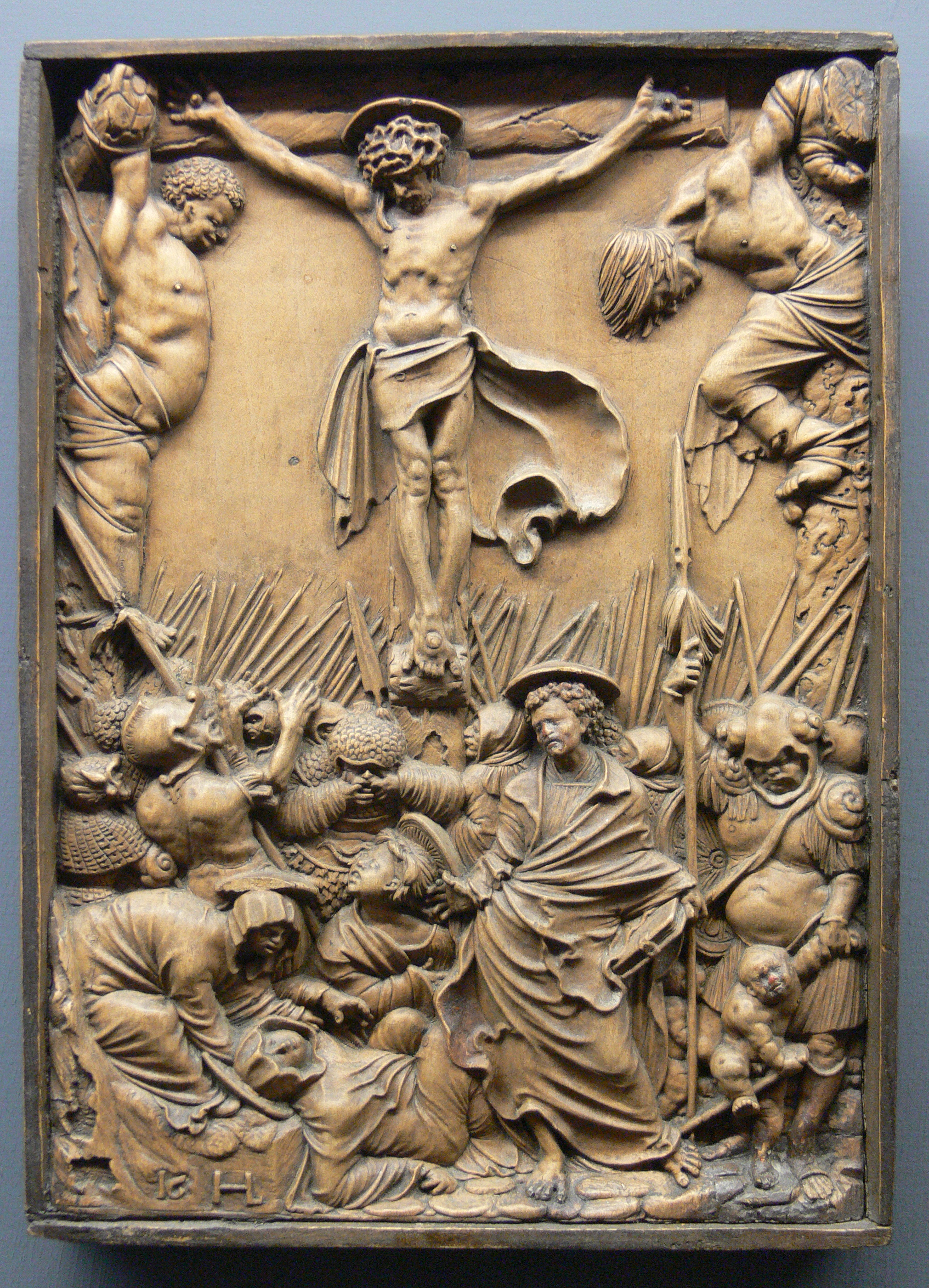
Crucifixion, bas-relief, 1516.
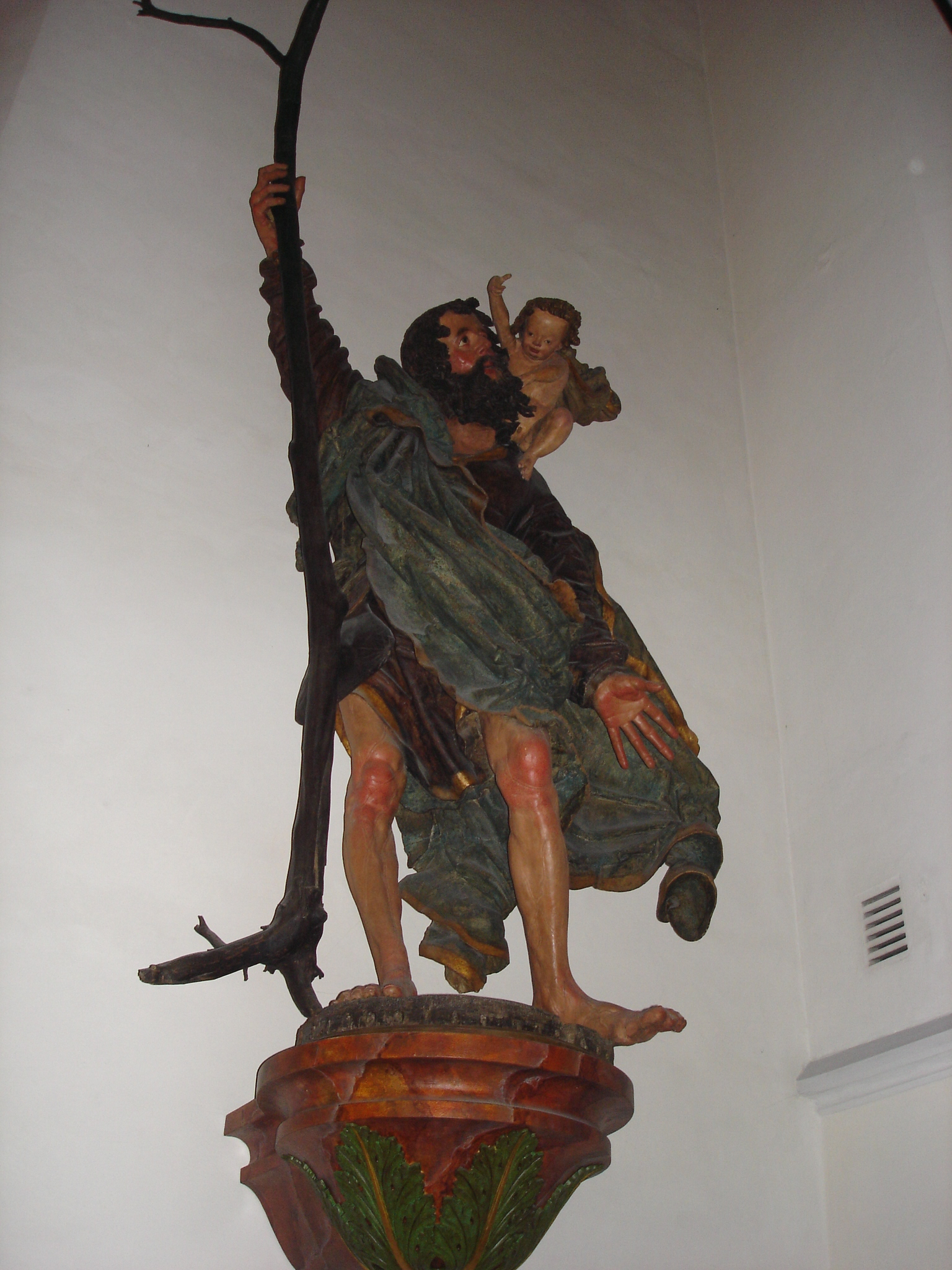
Saint Christophe.
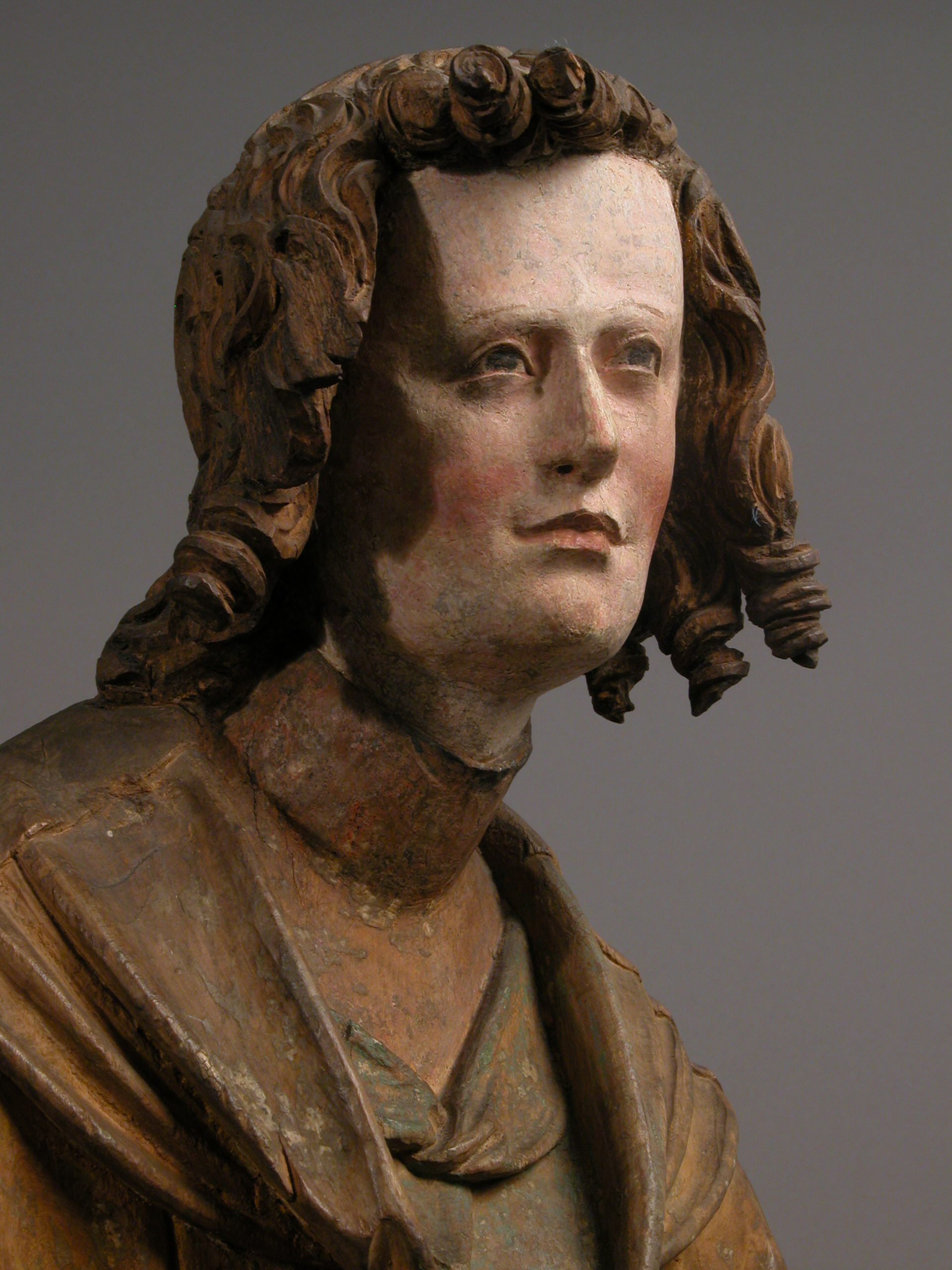
Saint Etienne, détail